# Paul Schläpfer

Paul Schläpfer (1937)

Paul Schläpfer (* 19. Juni 1881 in Walzenhausen; † 12. Januar 1973 in Zürich), heimatberechtigt in Rehetobel, war ein Schweizer Chemiker.

## Leben
Paul Schläpfer, Sohn des Gastwirts August Schläpfer und der Rosa, geborene Sturzenegger, belegte nach der abgelegten Matura 1900 das Studium der Technischen Chemie am Eidgenössischen Polytechnikum Zürich. Im Jahr 1904 erwarb er das Diplom und 1906 wurde er an der Universität Zürich zum Dr. rer. nat. promoviert.
Paul Schläpfer trat im Folgejahr eine Assistentenstelle bei Emil Joseph Constam an der Eidgenössischen Prüfungsanstalt für Brennstoffe an. Dort wurde er 1909 zum Adjunkten und im Jahr 1917 in der Nachfolge des verstorbenen Constams zum Direktor bestellt. Diese Position hielt er bis 1928 inne. 1937 übernahm er das Direktorenamt der Hauptabteilung B der Eidgenössischen Materialprüfungsanstalt. Im Jahr 1949 legte er diese Funktion nieder.
Darüber hinaus habilitierte er sich 1922 als Privatdozent für Chemie und Werkstoffkunde an der Eidgenössischen Technischen Hochschule Zürich. Dort erfolgte 1924 seine Beförderung zum Titularprofessor und 1937 zum ordentlichen Professor. 1949 wurde er in den Ruhestand verabschiedet. Seine wissenschaftlichen Arbeiten betrafen unter anderem die Kohle und ihre Derivate, Erdöle, Brennstoffe, Asphalte sowie Teere, Feuerungs- sowie Wärmetechnik.
Paul Schläpfer, Oberst im Armeestab, erwarb sich während des Zweiten Weltkriegs in seiner Funktion als Beauftragter der Armee für Treibstofffragen Verdienste um die Herstellung von Ersatztreibstoffen.

## Publikationen
- Studien über die Entstehung der hauptsächlichsten Steinkohletypen, Dissertation, Zürich, 1906
- Prof. Dr. E. J. Constam, Zürich, 1917
- Die Resultate der modernen Kohlenforschung und ihre Beziehungen zur Gasindustrie: Vortrag, Zürich, 1918
- Ueber schweizerische Kohlen und Torfe, Zürich, 1918